# Майдаки
Майдаки́ — село в Україні, у Лебединській міській громаді Сумського району Сумської області. Населення становить 4 осіб. До 2020 орган місцевого самоврядування — Підопригорівська сільська рада.

## Географія
Село Майдаки знаходиться за 2 км від лівого берега річки Грунь. На відстані до 1 км розташовані села Шумили, Парфили і Падалки, за 0,5 км — колишнє село Скляри. Поруч проходить автомобільна дорога Т 1918.

## Історія
12 червня 2020 року, відповідно до Розпорядження Кабінету Міністрів України № 723-р «Про визначення адміністративних центрів та затвердження територій територіальних громад Сумської області», увійшло до складу Лебединської міської територіальної громади.
19 липня 2020 року, після ліквідації Лебединського району, село увійшло до Сумського району.